# Hyresregleringar i Sverige
Hyresregleringar i Sverige är regleringar av avtalsfriheten på bostadsmarknaden i Sverige, vilket bland annat innebär att hyresnivån inte får sättas fritt och lagstadgat besittningsskydd. Regleringen av hyresnivåer sker sedan 1968 i form av bruksvärdessystemet. Innan dess tillämpades Hyresregleringslagen åren 1942-1975. Sen 2006 används också presumtionshyra.

## Bruksvärdeshyra
Bruksvärdeshyra är det lagstadgade hyressättningssystem som används i dag och som innebär att hänsyn tas till fastighetens och lägenhetens bruksvärde, vilket avser dess standard, utrustning i lägenheten och i gemensamma utrymmen som tvättstugor, trapphus och gårdar. Närhet till centrum, affärer, förskolor och goda kommunikationer, men också områdets image och rykte vägs in när hyran förhandlas fram av ombud för fastighetsägare (Fastighetsägarna) och hyresgästerna (Hyresgästföreningen). Kvalitetshyra är en utveckling av bruksvärdessystemet där ytterligare kvalitetsfaktorer mäts och vägs in i förhandlingsarbetet.

### Historik
År 1905 lade lagberedningen fram sitt betänkande med förslag till lag om nyttjanderätt till fast egendom m.m. Den 29 maj 1906 tillträdde Arvid Lindman statsministerposten. Regeringen lämnade till 1907 års riksdags andra kammare proposition nr 9 med förslag till lag om nyttjanderätt till fast egendom m.m. "Hyreslagen" återfanns i lagen den 14 juni 1907 (nr 36 s 1) om nyttjanderätt till fast egendom m.m. 3 kap. Hyreslagen angav regler för hur inbetalning av hyran skulle gå till, och innehöll regler för uppsägningar och underhåll. Denna liberala hyreslagen var dispositiv, och inga paragrafer var indispositiva.
Första världskriget innebar dyrtid, ransoneringar och krigsmobilisering. Fastighetsägarna ville ha kompensation för dyrtiden, inte minst för det dyrare bränslet som skulle betalas med höjda hyror. En möjlighet gavs för städer att inrätta "...en eller flera hyresnämnder med uppgift att medla i ... hyrestvister mellan husägare och hyresgäster infördes 1916 genom införandet av en särskild förordning (1916:131) om medling i vissa hyrestvister, vilken trädde i kraft den 17 maj 1916. Genom 1917 års lag (1917:219) mot oskälig hyresstegring, vilken i kraft den 26 maj 1917 blev det obligatoriskt för städer, köpingar och municipalsamhällen med mer än 5 000 invånare att inrätta särskilda hyresnämnder. 
Bruksvärdessystemet som infördes 1968 handlar om hur en eventuell rättslig prövning av en hyrestvist ska gå till. För att bedöma hyrans skälighet ska hyreskravet för bostadslägenheten (prövningslägenheten) i fråga jämföras med hyran för andra likvärdiga jämförelselägenheter. Bruksvärdessystemet kom till för att, vid hyresregleringslagens (1942:429) avskaffande, skydda bostadshyresgästens direkta besittningsrätt, särskilt i bristorter. Det hade som syfte att göra det möjligt att övergå till en marknadsmässig utveckling av hyrorna. Jämförelsehyran skulle sökas bland de högsta hyrorna för bruksvärdesmässigt likvärdiga lägenheter på orten, enstaka topphyror undantagna. Den skulle inte sökas bland genomsnittshyrorna då man ansåg att detta skulle konservera hyresstrukturen och ”motverka en önskvärd rörlighet i hyressättningen”. Bruksvärdessystemet som sådant hade således inte som syfte att dämpa hyresutvecklingen, dess syfte var att trygga besittningsrätten. Dock hade man förutsatt att allmännyttans självkostnadsbestämda hyror, genom att dessa bostadsföretag i praktiken var de dominerande byggherrarna, skulle bli vägledande och därmed fungera styrande och återhållande på den allmänna hyresnivån. Vid den översyn som senare gjordes framkom att det var tveksamt om de i rättstillämpningen givits den prisledande funktion som avsetts, och som enligt lagutskottet ansetts nödvändig som spärr mot en opåkallad höjning av den allmänna hyresnivån. Från 1974 lagfästes därför att hyresprövningar i alla lägen (inte bara i bristorter) i första hand skulle göras genom en jämförelse med (”främst skulle beakta”) hyrorna i det allmännyttiga hyresbeståndet.
Från och med den 1 januari 2011 gäller ny lagstiftning som innebär nya villkor för allmännyttiga kommunala bostadsaktiebolag. Samtidigt införs nya regler för hyressättningen. De kommunala bostadsföretagen ska inte längre ha en hyresnormerande roll. I stället ska kollektivt förhandlade hyror - oavsett avtalsparter - vara normerande vid en prövning av en hyras skälighet.

## Presumtionshyra
Sedan 2006 finns också möjligheten att sätta en presumtionshyra för nybyggda lägenheter.
Syftet med presumtionshyra är att garantera lönsamheten i nybyggnadsprojekt, utan att överge principen om hyresförhandlingar mellan fastighetsägare och hyresgästförening och utan att bruksvärdet för befintliga bostäder påverkas.

## Bruksvärdessystem jämfört med marknadshyra
Främsta förespråkarna för bruksvärdessystemet är Hyresgästföreningen, medan många privata fastighetsägare och byggbolag förordar marknadshyra.
Diskussionen om bruksvärdessystem kontra marknadshyra är en del av en bredare bostadspolitisk diskussion, som även innefattar allmännyttiga bostadsföretag, bostadssubventioner, fastighetsskatter, regleringar kring byggande, hur kommuner bör förvalta sitt innehav av mark som går att bebygga, och andra frågor. Mycket av den svenska bostadspolitiska diskussionen tar sitt fokus på hur bostadsbristen i storstäderna, inte minst i Stockholmsområdet, bör hanteras.
Kommunerna sitter också ofta på dubbla stolar när det är aktuellt med nybyggnation. De vill ta så mycket betalt som möjligt för marken, men har samtidigt ansvar för att hyresnivåerna på orten inte rusar iväg.
Förespråkarna för bruksvärdesysstemet bygger på idén om en bra bostad som en social rättighet, och därför också har ett rättviseperspektiv. Tanken är att likvärdiga bostäder ska ha likvärdiga hyror. Exempelvis är Hyresgästföreningens mål att "alla ska ha rätt till en god bostad till rimlig kostnad".
Förespråkarna för marknadshyra brukar anse att hyreslagen inte är ekonomiskt effektiv, att den inte uppfyller de mål som den påstås finnas till för och att en omfattande "svarthandel" med hyreskontrakt i storstäderna är ett bevis för att systemet inte fungerar. Även långa köer i främst storstadsregioner lyfts fram som tecken på att systemet har brister som drabbar särskilt unga människor utan egen bostad.
Frågan om marknadshyra för nybyggda lägenheter orsakade regeringskrisen i Sverige 2021.

## Statens offentliga utredningar
- 1938:22 Betänkande med förslag till reformerad hyreslagstiftning. Hyreslagstiftningskommitén. Justitiedepartementet  (279 s)
- 1961:47 Reviderad hyreslag. Hyreslagskommittén, Justitiedepartementet (247 s)
- 1966:14 Ny hyreslagstiftning. Hyreslagstiftningssakkunniga. Justitiedepartementet (479 s)
- 1966:15 Undersökning angående hyressplittringen på uppdrag av hyreslagstiftningssakkunniga utförd av statistiska centralbyråns utredningsinstitut. Justitiedepartementet (210 s)
- 1974:17 Solidarisk bostadspolitik. Boende- och bostadsfinansieringsutredningarna. Bostadsdepartementet (484 s)
- 1974:18 Solidarisk bostadspolitik. Bilagor. Boende- och bostadsfinansieringsutredningarna. Bostadsdepartementet (693 s)
- 1974:32 Solidarisk bostadspolitik. Följdfrågor. Boende- och bostadsfinansieringsutredningarna. Bostadsdepartementet (162 s)
- 1976:60 Hyresrätt 1. Förhandlingsordningar på bostadsmarknaden m m. Hyresrättsutredningen. Justitiedepartementet (152 s)
- 1981:77 Hyresrätt 3. Bruksvärde, hyresprocess m m. Hyresrättsutredningen. Justitiedepartementet (497 s)
- 1991:86 Ny hyreslag. Delbetänkande av 1989 års hyreslagskommitté. (306 s)
- 2008:38 EU, allmännyttan och hyrorna. Utredningen om allmännyttans villkor. (585 s)
- 2008:47 Frågor om hyra och bostadsrätt. Delbetänkande av hyreslagsutredningen (245 s)
- 2009:35 Moderna hyreslagar. Slutbetänkande av Hyreslagsutredningen (258 s)

### Lagar
- Hyresförhandlingslag (SFS 1978:304)

Upphävda lagar
- Lagen den 19 juni 1942 om hyresreglering mm (även hyresregleringslagen, SFS 1942:429)
  - Lag om avveckling av hyresregleringen (SFS 1974:1080)